# Eratoneura rubranotata
Eratoneura rubranotata är en insektsart som först beskrevs av Beamer 1927.  Eratoneura rubranotata ingår i släktet Eratoneura och familjen dvärgstritar. Inga underarter finns listade i Catalogue of Life.